# Agapanthia soror
Agapanthia soror är en skalbaggsart som beskrevs av Ernst Gustav Kraatz 1882. Agapanthia soror ingår i släktet Agapanthia och familjen långhorningar.
Artens utbredningsområde är Kazakstan. Inga underarter finns listade i Catalogue of Life.